# Desmond FitzGerald
Desmond FitzGerald, wł. Thomas Joseph FitzGerald, irl. Deasún Mac Gearailt (ur. 13 lutego 1888 w Londynie, zm. 9 kwietnia 1947) – irlandzki poeta, działacz niepodległościowy i polityk.

## Życiorys
Urodził się 13 lutego 1888 r. w Londynie jako najmłodszy z szóstki dzieci irlandzkich imigrantów – kamieniarza Patricka Fitzgeralda i Mary Ann Scollard. Uczęszczał do West Ham Grammar School, gdzie zainteresował się poezją. Przejściowo porzucił szkołę i pracował jako handlowiec, krótko był też we Francji. Już w młodości zaczął pisać poezję i zajmować się dziennikarstwem, naśladując starszego brata Williama, który był pisarzem. To w tym okresie zaczął posługiwać się imieniem Desmond i pisać "G" w nazwisku wielką literą. Związał się z grupą poetów określaną jako Imagists (m.in. Frank Stuart Flint, Thomas Ernest Hulme, Edward Storer i Richard Aldington) i w 1909 r. wprowadził do niej Ezrę Pounda, z którym później przez wiele lat korespondował.
Żarliwe zainteresowanie Irlandią wyrażało się u niego podziwem dla poezji Williama Butlera Yeatsa oraz nauką irlandzkiego w londyńskiej Gaelic League, gdzie w 1910 r. poznał swoją późniejszą (od 1911 r.) żonę Mabel Washington McConnell, z którą miał czterech synów – najmłodszym z nich był Garret (późniejszy premier Irlandii). Po ślubie mieszkał z żoną w Saint-Jean-du-Doigt w Bretanii.
W 1913 r. oboje przenieśli się do irlandzkojęzycznego hrabstwa Kerry, gdzie pogłębiali znajomość języka irlandzkiego i nawiązali polityczne związki z Ernestem Blythem i The O’Rahillym. W styczniu 1915 r. FitzGerald został wydalony z Kerry pod zarzutem naprowadzania niemieckich okrętów podwodnych ze swojego domu. W związku z tym zamieszkał w Bray w hrabstwie Wicklow, gdzie zaczął tworzyć oddział Irlandzkich Ochotników, jednak tę inicjatywę przerwało aresztowanie i wyrok pół roku więzienia za agitację przeciw wstępowaniu do brytyjskiej armii. W grudniu wyszedł na przepustkę w związku z ciężką chorobą syna, ale nie zgodził się na warunkowe zwolnienie pod warunkiem rezygnacji z wygłaszania antybrytyjskich poglądów.
Zwolniony z więzienia przed powstaniem wielkanocnym, początkowo wraz z The O'Rahillym wspierał wysiłki Eoina MacNeilla na rzecz odwołania powstania, jednak gdy jego wybuch okazał się nieunikniony, był obecny w jego trakcie w gmachu General Post Office. Nie brał udziału w walkach z bronią w ręku, wobec czego powierzono mu zapewnienie zaopatrzenia. Następnie był więziony do połowy 1917 r. Po zwolnieniu był m.in. delegatem Sinn Féin do spraw propagandy.
Od 1919 r. wydawał „The Irish Bulletin”, za co ponownie był więziony, jednak zwolniono go po raz kolejny, dzięki czemu mógł wziąć udział w negocjacjach brytyjsko-irlandzkich. Po powstaniu Wolnego Państwa Irlandzkiego, FitzGerald został ministrem spraw zagranicznych i reprezentował Irlandię na imperialnych konferencjach oraz w Lidze Narodów. Od 1927 r. był ministrem obrony aż do porażki wyborczej z 1932 r. Następnie był posłem opozycji i senatorem do 1943 r.
Zmarł 9 kwietnia 1947 r.